# Ignaz Holzbauer
Ignaz Jakob Holzbauer (18. září 1711 Vídeň – 7. dubna 1783 Mannheim) byl rakouský hudební skladatel, příslušník Mannheimské školy.

## Život
Ignaz Holzbauer se narodil 18. září 1711 jako syn obchodníka s kůží ve Vídni. Na přání svého otce studoval práva a teologii. Hudbou se zabýval nejprve amatérsky. Na radu skladatele Johanna Josepha Fuxe, který rozpoznal jeho talent, odjel do Benátek, aby si rozšířil své hudební vzdělání. Vedle benátských mistrů, Antonia Vivaldiho, Albinoniho a Antonia Lottiho, studoval také styl neapolské operní školy. Cestoval dále po evropských hudebních centrech. Nějaký čas byl kapelníkem hraběte Rottala na zámku v Holešově na Moravě a uvedl zde své první tři opery. Konečně v roce 1753 zakotvil v Mannheimu. Úspěch opery Il figlio delle selve, uvedené v nově postaveném divadle na zámku Schwetzingen, mu zajistil přízeň kurfiřta Karla Teodora Falckého a místo kapelníka u mannheimského dvora, které si udržel až do své smrti 7. dubna 1783.
V historii hudby má Holzbauer významné místo, neboť jeho opera Günther von Schwarzburg, komponovaná na libreto Antona von Kleina a uvedená v Mannheimu v 5. ledna 1777, byla jeho současníky považována za první německou národní operu. Ocenil ji i Wolfgang Amadeus Mozart.

## Dílo

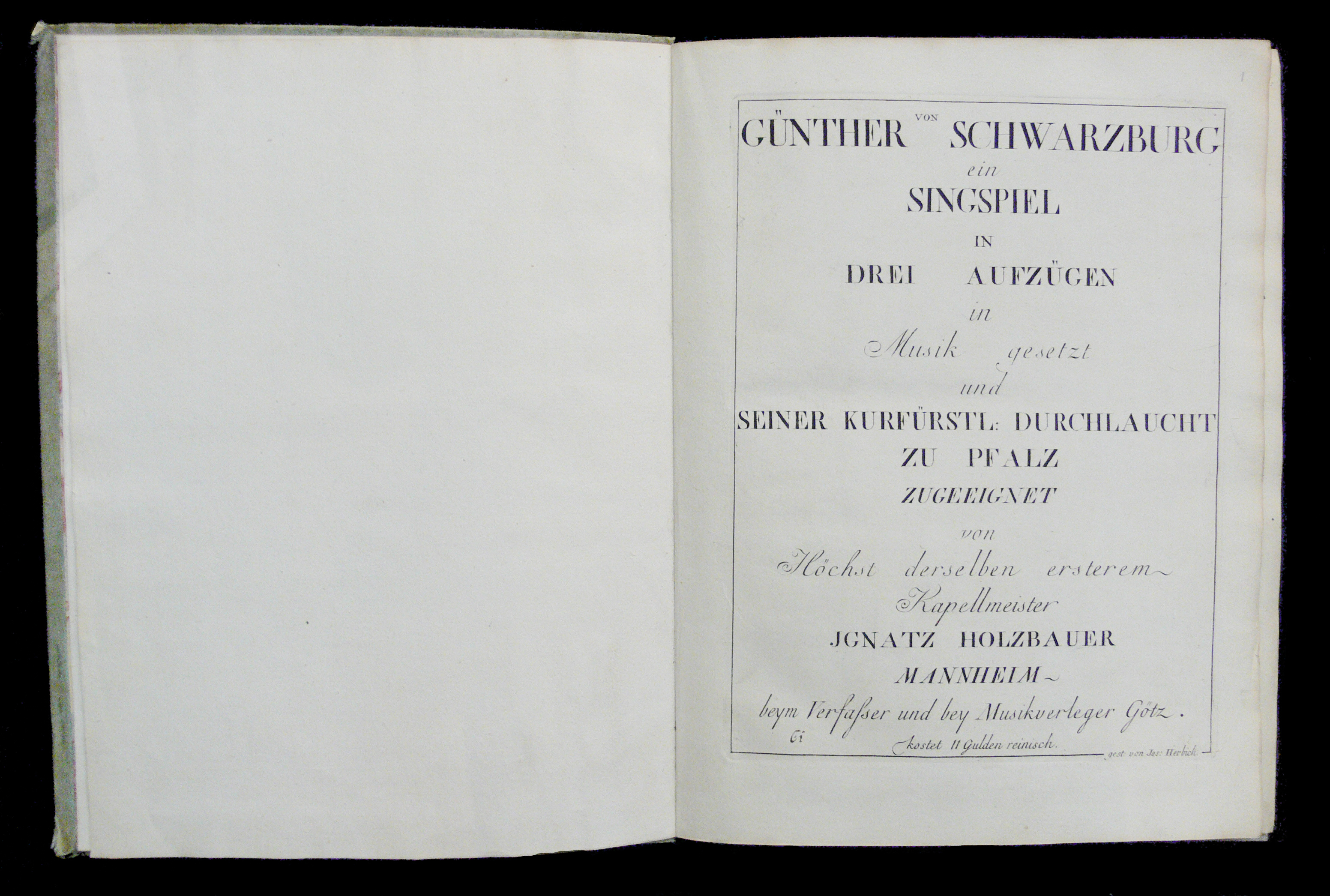
Titulní strana libreta opery Günther von Schwarzburg.

### Vokální hudba
- Degli amor la madre altera, óda pro soprán a smyčce
- La Tempesta (Bottarelli), kantáta pro soprán a smyčce a 2 lesní rohy
- Adulatrici corde sonore, kantáta pro soprán a orchestr
- 39 mší
- Kyrie und Gloria

Moteta, kantáty a árie
- Adorabo ad templum
- Agite festinate
- Ave mundi spes
- Ihr Hirten wachet auf
- In voragine profunda
- Jubilate Deo
- Plaudant aetheri
- Proh Jesu adorate
- Quantum prodigium
- Rex, summe Deus
- Veni sancte Spiritus
- Wacht auf, ihr Hirten
- Deus tuorum militum
- Te Deum
- Miserere Es-Dur
- Vesperae de Beata Maria Virgine
- Lauretanische Litanei

Oratoria
- La Passione di Gesù Cristo (libreto Pietro Metastasio, 1754)
- Isacco (Metastasio, 1757 Mannheim)
- La Betulia liberata (Metastasio, 1760, Vídeň)
- Il Giudizio di Salomone (Mattia Verazi, 1765)

### Opery
- Lucio Papirio (libreto Apostolo Zeno, 1737, Holešov)
- Sesostri, re d’Egitto (libreto Zeno, 1738, Holešov)
- Vologeso (libreto Zeno, 1739, Holešov)
- Hypermnestra (libreto Johann Leopold van Ghelen, 1741, Vídeň)
- La fata meravigliosa (Dramma giocoso per musica, 1748, Vídeň)
- Il figlio delle selve (libreto Carlo Sigismondo Capece, 1753, Schwetzingen)
- L’isola disabitata (libreto Pietro Metastasio, 1754, Schwetzingen)
- L’Issipile (libreto Metastasio, 1754, Mannheim)
- Il Don Chisciotte (libreto Zeno, 1755, Schwetzingen)
- Le cinesi (libreto Metastasio a Mattia Verazi, 1756, Schwetzingen)
- Le nozze d’Arianna (libreto Verazi, 1756, Schwetzingen)
- La clemenza di Tito (libreto Metastasio a Verazi, 1757, Mannheim)
- Nitteti (libreto Metastasio, 1758, Turín)
- Alessandro nell’Indie (libreto Metastasio, 1759, Milán)
- Ippolito ed Aricia (libreto Carlo Innocenzo Frugoni a Verazi, 1759, Mannheim)
- Adriano in Siria (libreto Metastasio, 1768, Mannheim)
- Günther von Schwarzburg (libreto Anton Klein, 1777, Mannheim)
- La morte di Didone (podle Metastasia, 1779, Mannheim)
- Tancredi (1783, Mnichov)

### Instrumentální hudba
- 196 symfonií
- koncerty pro cembalo, housle, flétnu, violoncello, hoboj a orchestr
- sonáty pro flétnu, housle a basso continuo
- smyčcová tria
- smyčcové kvartety (Es-dur, f-moll)
- Partita pro smyčcový kvartet B-Dur
- 2 kvintety pro flétnu, housle, violu, violoncello a cembalo
- Trois Sextuor pro flétnu, hoboj, housle, violu, violoncello nebo fagot a basso continuo